# Organisme des bassins versants de la Haute-Côte-Nord
L'Organisme des bassins versants de la Haute-Côte-Nord (OBVHCN) est un organisme sans but lucratif, membre du Regroupement des organismes de bassins versants du Québec (ROBVQ).

## Historique
En 1996, à la suite des inondations au Saguenay, la Corporation de gestion de la rivière à saumon des Escoumins (CGRSE) mettait en place le Conseil de bassin de la rivière des Escoumins (CBRE). La première réalisation du comité provisoire a été d'élaborer un plan de mesures d'urgence pour les ouvrages hydrauliques présents dans le bassin versant. Cet ouvrage, livré en 1998, a permis de spécifier les caractéristiques propres à chacun des neuf barrages du bassin versant et de définir les interventions à entreprendre en situation d'urgence. Ce document fut accompagné d'un programme de gestion des débits d'étiage qui est possible grâce à des protocoles d'entente entre les différents gestionnaires de barrage.
Toujours en 1998, un portrait sommaire du bassin versant a été réalisé. Il portait sur les thèmes suivants : la géographie, la forêt, la faune et la flore, les aspects socio-économiques, les utilisations de la rivière et la qualité des habitats. Ce document fait en sorte qu'il est possible d'avoir une vision d'ensemble du territoire et une bonne compréhension des problématiques à l'échelle du bassin versant.
Aux prises depuis plusieurs années avec la problématique de conservation des habitats fauniques menacés par des ouvrages hydrauliques désuets, les intervenants du territoire sont riches d'une solide expertise pour la reconstruction de barrages. En effet, plusieurs barrages, construits dans les années 1960 pour favoriser le flottage du bois sur la rivière des Escoumins, ont déjà fait l'objet de projets de reconstruction, les plus importants étant le barrage des Cœurs, en 1993, le barrage Boucher en 2002 et le barrage Gorgotton en 2005.
L'organisme à but non lucratif est incorporé depuis juillet 2002. À la suite de la publication de la Politique nationale de l'eau (PNE) par le gouvernement du Québec en novembre de la même année, l'organisme a reçu la confirmation qu'il figurait sur la liste des 33 rivières prioritaires, recevant ainsi l'appui financier du ministère de l'Environnement pour son fonctionnement de base. Le mandat a alors été précisé et élargi pour être conforme aux objectifs de la PNE.
Le CBRE a dès lors procédé à la rédaction du PDE du bassin versant de la rivière des Escoumins. Au cours des années 2009 et 2010, le CBRE s'est vu attribuer par le MDDEP un agrandissement de son territoire couvrant l'intégrité des bassins versants de la Haute-Côte-Nord. Aussi il lui a fallu transformer son conseil d'administration, ses règlements généraux et ses lettres patentes pour lui donner une meilleure représentation du territoire et de ses acteurs conformément aux directives du MDDEP. Le CBRE a aussi dû changer de nom qui s'est transformé pour devenir l'Organisme des bassins versants de la Haute-Côte-Nord. Le siège social situé aux Escoumins, étant central, n'a pas changé. Le nouvel organisme a rédiger un nouveau plan directeur de l'eau incluant tous les bassins versants présents dans leur nouveau territoire et a terminé la rédaction de ce plan en 2014 (Voir #Plan directeur de l'eau).

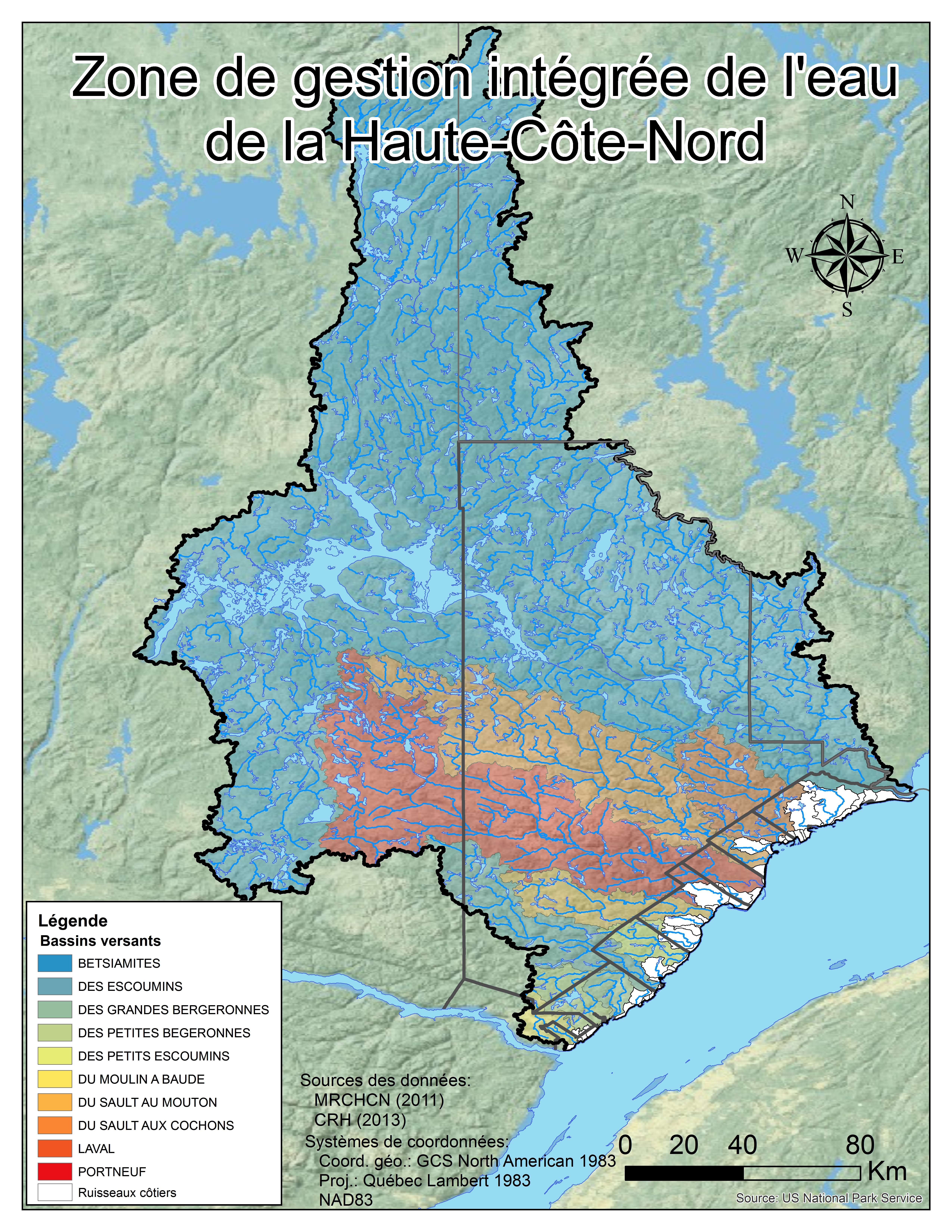
Localisation de la Zone de gestion intégrée de l'eau de la Haute-Côte-Nord

## Territoire de l'organisme

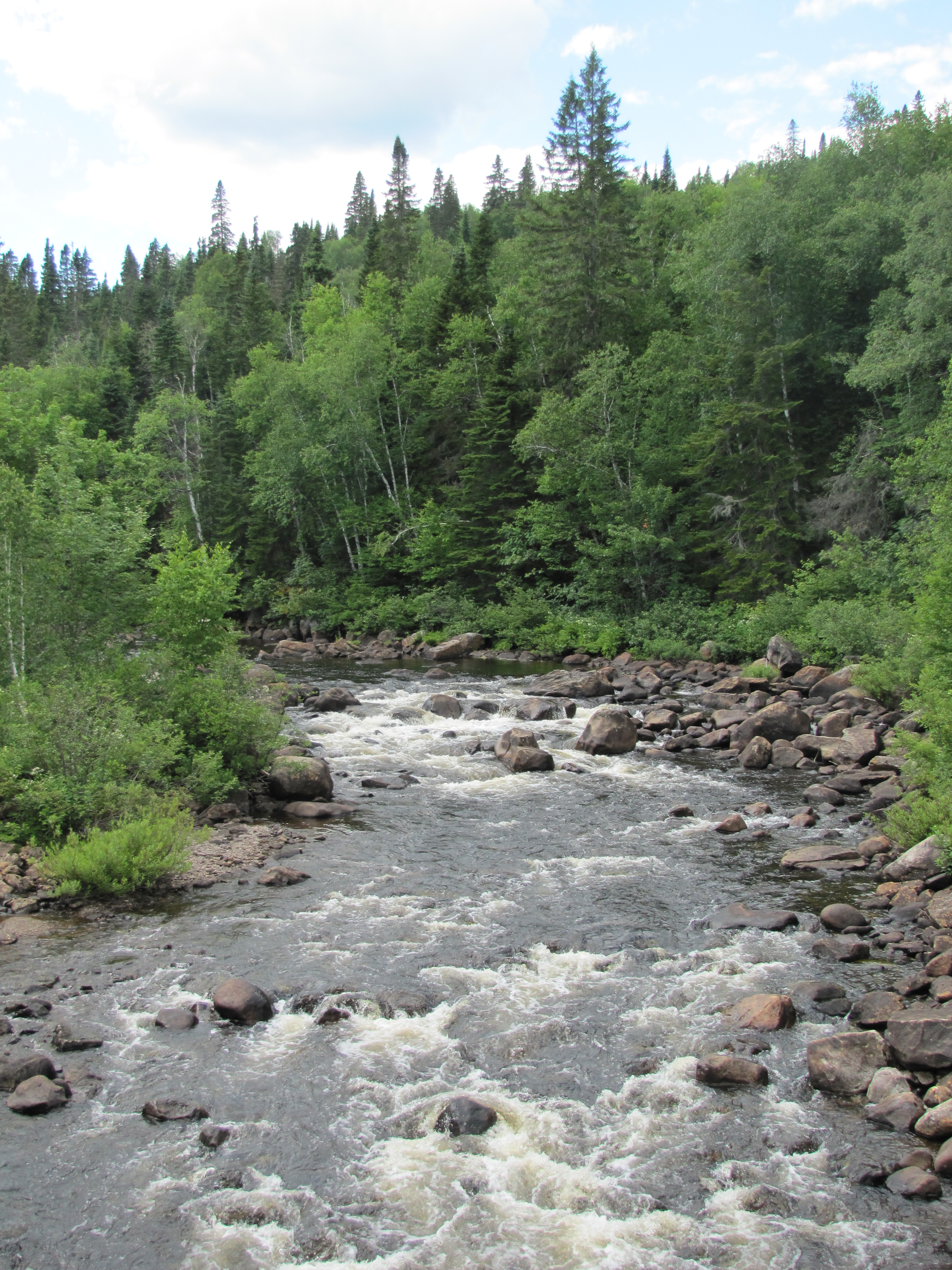
Rivière du Sault au Mouton

Le territoire de la Haute-Côte-Nord regroupe 66 bassins versants, dont ceux des rivières Du Moulin à Baude, Des Grandes et des Petites Bergeronnes, Des Petits Escoumins, du Sault au Mouton, Laval, Du Sault aux Cochons, Betsiamites et Portneuf, en plus du bassin versant de la rivière des Escoumins et un certain nombre de ruisseaux côtiers.
Deux aires de protection de la biodiversité projetées sont entièrement sur le territoire et trois le sont partiellement. L'économie du territoire est principalement basée sur les mines, la forêt et le tourisme.
Les municipalités présentent sur le territoire de l'organisme, La Haute-Côte-Nord, sont :
- Tadoussac
- Sacré-Cœur
- Les Bergeronnes
- Les Escoumins
- Longue-Rive
- Portneuf-sur-Mer
- Forestville
- Colombier

De plus, 2 communautés autochtones sont présentes sur le territoire de l'organisme :
- La communauté d'Essipit
- La communauté de Pessamit

## Rivières de l'étude
- Rivière du Moulin à Baude
- Rivière des Petites Bergeronnes
- Rivière des Grandes Bergeronnes
- Rivière des Escoumins
- Rivière Moreau
- Rivière des Petits Escoumins
- La Petite Romaine
- Rivière Betsiamites
- Rivière du Sault au Mouton
- Rivière Éperlan
- Rivière à la truite
- Rivière Portneuf
- Rivière du Sault aux Cochons
- Rivière Laval
- Rivière Blanche
- Rivière Colombier

## Composition du Conseil d'administration
Le Conseil d'administration est composé pour l'instant de 12 administrateurs avec un maximum de 17. Trois MRC, cinq municipalités et deux communautés autochtones forment les sièges permanents du conseil d'administration en plus du MDDEP et d'Hydro-Québec.

## Rôle de l'organisme
L'OBVHCN a pour mission la mise en œuvre de la gestion intégrée de l'eau des bassins versants, dans une perspective de développement durable. Pour ce faire, il a comme objectif d'instaurer une gestion participative en réunissant les différents utilisateurs des ressources du territoire afin de prendre des décisions concertées. Les buts sous-jacents sont la préservation et la mise en valeur des habitats aquatiques et fauniques, la saine gestion et la sécurité des barrages ainsi que la sensibilisation des usagers et l'éducation populaire.

## Plan directeur de l'eau
L'OBVHCN a été mandaté par le Ministère du Développement Durable, de l'Environnement et de la Lutte contre les Changements Climatiques (MDDELCC) pour rédiger un plan directeur de l'eau faisant le portrait des bassins versants sur le territoire visé par l'organisme, poser un diagnostic, faire état des enjeux et des orientations priorisés par les acteurs du milieu et finalement élaborer un plan d'action. 